# لورا لينغ
لورا لينغ (بالإنجليزية: Laura Ling) هي صحفية أمريكية، ولدت في 1 ديسمبر 1976 في Carmichael, California ‏ في الولايات المتحدة.